# 酒色鯪脂鯉
酒色鯪脂鯉（学名：Prochilodus vimboides）為輻鰭魚綱脂鯉目脂鯉亞目鯪脂鯉科的其中一個種，分布於南美洲巴西Jequitinhonha河、聖弗朗西斯科河、巴拉那河等流域，體長可達33公分，棲息在底中層水域，生活習性不明。